# Detroit Rock City (film)
Pour les articles homonymes, voir Detroit Rock City.
Pour plus de détails, voir Fiche technique et Distribution.
Detroit Rock City, ou Détroit, ville du rock au Québec, est un film réalisé par Adam Rifkin sorti en 1999 dont le titre provient de la chanson éponyme de Kiss.

## Histoire
Hawk (Edward Furlong), Jam (Sam Huntington), Trip (James DeBello) et Lex (Giuseppe Andrews) sont les quatre meilleurs amis du monde. Ils aiment  la marijuana, le hard rock, et plus particulièrement Kiss.
Un jour, Jam arrive à obtenir quatre tickets pour le concert de Kiss, mais sa mère brûle les tickets quelques heures avant le concert et il ne reste que peu de temps aux quatre jeunes pour en retrouver de nouveaux.
Ils se séparent et vivent chacun des aventures dingues et hilarantes.

## Fiche technique
- Société de production : New Line Cinema
- Distribution : New Line Cinema

## Acteurs
- Edward Furlong (VF : Alexis Tomassian ; VQ : Joël Legendre) : Hawk
- Sam Huntington (VF : Donald Reignoux ; VQ : Martin Watier) : Jeremiah « Jam » Bruce
- Giuseppe Andrews (VQ : Hugolin Chevrette) : Lex
- James DeBello (VQ : Sylvain Hétu) : Trip Verudie
- Lin Shaye (VF : Claude Chantal ; VQ : Madeleine Arsenault) : Mrs. Bruce
- Melanie Lynskey (VQ : Geneviève Angers) : Beth Bumstein
- Natasha Lyonne (VQ : Lisette Dufour) : Christine
- Miles Dougal : The School Hall Monitor
- Nick Scotti (VQ : François Trudel) : Kenny
- Emmanuelle Chriqui (VF : Nathalie Karsenti) : Barbara
- David Quane : Bobby
- Rodger Barton : Mr. Stewart Bumstein
- Kathryn Haggis : Mrs. Stewart Bumstein
- David Gardner : Detroit Priest
- Shannon Tweed : Amanda Finch
- Ron Jeremy : Strip Club MC
- Kevin Corrigan : chop shop mechanic
- Membres de Kiss :
  - Gene Simmons : lui-même
  - Ace Frehley : lui-même
  - Peter Criss : lui-même
  - Paul Stanley : lui-même

## Bande originale
La bande originale du film est composée essentiellement de hard rock et de heavy metal.  Il y a entre autres des morceaux de Van Halen, Black Sabbath, Thin Lizzy, Kiss, AC/DC, T. Rex, Burning heads, Pantera ...etc.

## Caméo
- Amanda Finch (La femme que Hawk rencontre dans la boîte de Stripe Tease) est jouée par Shannon Tweed, la femme de Gene Simmons, bassiste de Kiss.